# 치비타스 스키네스게
치비타스 스키네스게(라틴어: Civitas Schinesghe [ˈtʃivitas skiˈnesɡe][*])는 역사상 최초로 기록된 폴란드계 정체다. 중세 연대기들의 991년 기사부터 언급된다. 원본은 소실되었지만 11세기의 다고메 이우덱스에서 그 표현을 찾을 수 있다. 이 문서는 피아스트조의 공작의 부인 오다 폰 할덴슐레벤이 “스키네스게라고 불리는 도성 전체”에 대한 교시를 교황청으로부터 받았다는 내용이다. 폴란드라는 이름이 여기에 명시되지는 않지만, 스키네스게란 당시 폴란인들의 주요 정착지였던 그니에즈노를 가리키는 것으로 보인다.
폴란인의 공작 미에슈코 1세는 보헤미아 공녀 도우브라브카 프르제레미슬로브나와 965년 결혼하고 기독교 세례를 받았다. 이후 미에슈코 1세는 가톨릭으로 개종하고 동시에 가톨릭을 폴란드의 국교로 지정하였으며, 수도인 그니에즈노에 가톨릭 선교를 위한 주교구를 설치하였다. 992년 미에슈코 1세가 사망하자 미에슈코 1세의 맏아들인 볼레스와프 1세 흐로브리가 제위에 오르게 되었다. 그의 제위 동안 폴란드는 국가 권력 기반을 공고히 하고 영토를 확장하였고, 1000년에는 그니에즈회의를 통해 폴란드의 첫 대교구인 그니에즈노 대교구를 설치했으며, 1025년 1에는 로마 교황으로부터 공식적으로 폴란드의 국왕으로 인정받으면서 치비타스 스키네스게는 폴란드 왕국으로 발전하였다.

## 같이 보기
- 폴란드의 군주 목록
- 폴란드의 역사